# 韋塞萊 (奇米里夫卡市鎮)
49°17′58″N 39°10′36″E / 49.29944°N 39.17667°E
韋塞萊（烏克蘭語：Веселе）是位於烏克蘭東部的村莊，由盧甘斯克州舊比利斯克區的奇米里夫卡市鎮負責管轄。該村始建於1960年，面積1.35平方公里，海拔高度134米，2001年人口1,528，人口密度每平方公里1,132.7人。